# Final Fantasy
Final Fantasy (jap.: ファイナルファンタジー Fainaru Fantajī) ist eine Computer-Rollenspiel-Serie des japanischen Unternehmens Square (später Square Enix). Neben den mittlerweile 16 Titeln der „Hauptserie“ hat sich die erfolgreiche Marke Final Fantasy auf zahlreiche Plattformen und Genres ausgedehnt, darunter Taktik-Rollenspiele, MMORPGs, Handy-Spiele, drei Anime-Produktionen und drei Animationsfilme. Bisher verkauften sich weltweit über 180 Millionen Einheiten der Marke (Stand 11. Juli 2023).
Obwohl es sich bei Final Fantasy um eine Serie handelt, gibt es keine durchgehende Handlung, die sich durch alle Teile hindurchzieht. Jeder (Haupt-)Teil der Serie bietet eine in sich geschlossene Geschichte mit eigenen Charakteren, eine eigene oder nur lose an andere Teile gekoppelte Welt (siehe Fabula Nova Crystallis) und auch ein eigenes Spielsystem. Final Fantasy X-2, Final Fantasy XIII-2 und einige Ableger-Titel knüpfen inhaltlich zwar an einen Hauptteil an, das Spielsystem weicht aber oftmals deutlich ab.

## Entstehung

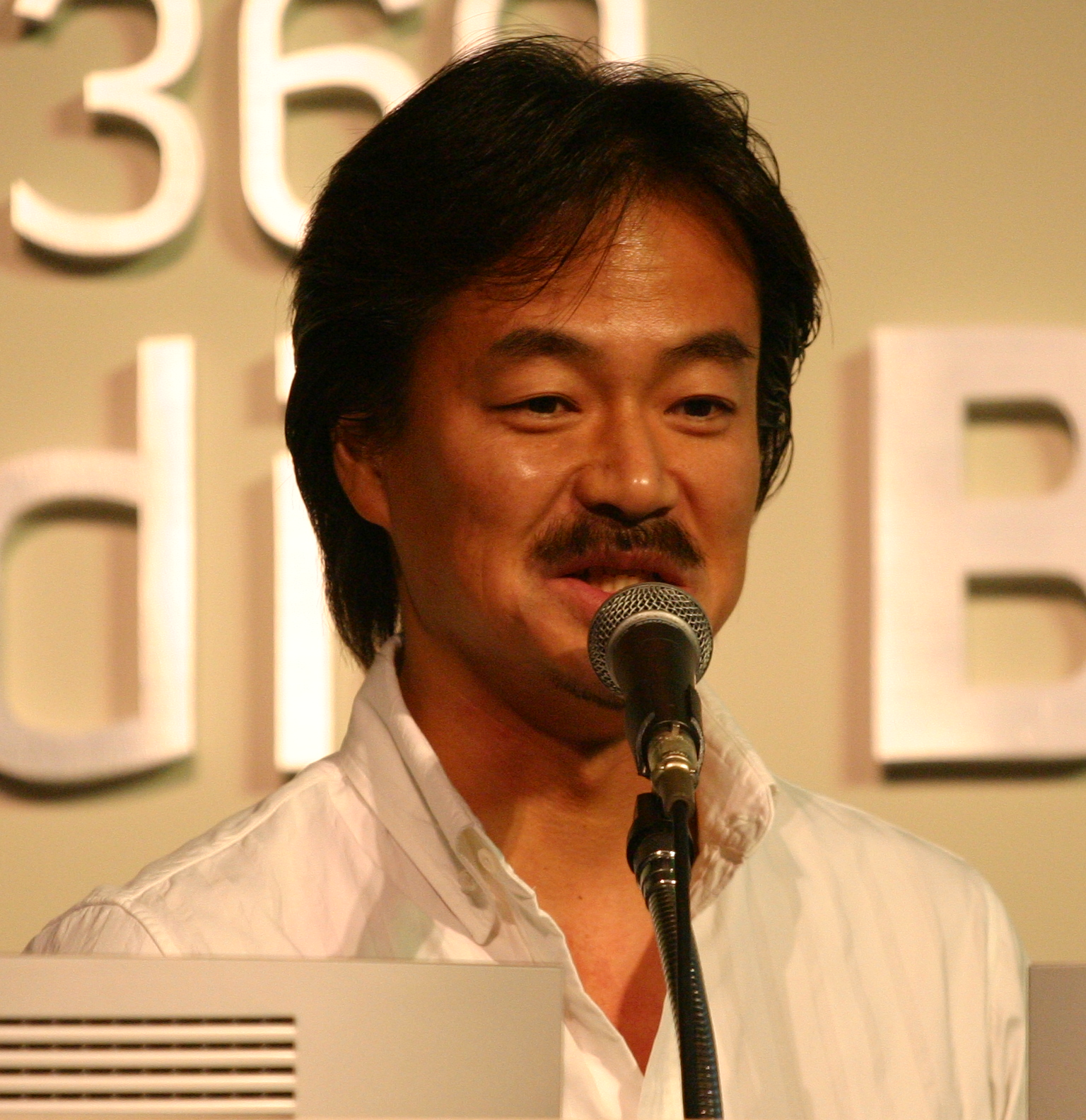
Entwickler Hironobu Sakaguchi (2006)

1987 stand der kleine japanische Spieleentwickler Square kurz vor dem Konkurs. Bislang hatte das Unternehmen sein Geld mit Videospielen für das Famicom Disk System von Nintendo verdient. Ein Jahr zuvor hatte Enix das populäre Rollenspiel Dragon Quest auf den Markt gebracht. Hironobu Sakaguchi hatte die Idee, ein Videospiel zu entwickeln, das zwar auf Dragon Quest basieren würde, aber dessen Konzepte maßgebend erweitern und ausbauen würde: Final Fantasy. Die Entwickler konzentrierten sich voll und ganz auf dieses Projekt, da das Schicksal der Firma von dem Erfolg des Spiels abhing. Der Name des Spiels hat jedoch nichts mit dem drohenden finanziellen Aus der Firma zu tun, sondern mit dem Plan Sakaguchis, bei einem Misserfolg wieder auf die Universität zu gehen. Die F-Alliteration wurde laut Sakaguchi bewusst gewählt, da die Abkürzung FF im Japanischen wohlklingend sei. Ursprünglich sei geplant gewesen, das Spiel Fighting Fantasy zu nennen, was jedoch aufgrund eines gleichnamigen Brettspiels geändert wurde.
Die Ziele waren hoch gesteckt. Man wollte einen Meilenstein im Genre der computerbasierten Rollenspiele schaffen. Square traf den Nerv der Zeit und das Spiel wurde mit ca. 400.000 verkauften Einheiten in Japan zu einem Bestseller.

## Typische Elemente der Serie

### Handlungsinhalt und Thema
Der übliche Konflikt in den älteren Teilen (I–V) bestand zwischen einer Heldentruppe und einem früh zu Beginn des Spiels ausgemachten Bösen, welches die friedliche Welt bedroht. Die Helden nehmen dabei in der Regel aus sehr persönlichem Interesse, wie auch aus Anteilnahme an dem Schicksal der Mitmenschen und vor allem der ganzen Welt, den Kampf auf. Das Böse ist in der Regel ein zunächst übermächtiger Feind, der meist im Sinn hat, die Welt zu zerstören oder mit sich im Mittelpunkt neu zu gestalten. In einer epischen Geschichte kommen die Protagonisten schließlich zum Endgegner und bis zum alles entscheidenden Endkampf, bei dem nur eine gut trainierte Truppe den Sieg davontragen kann. Das Training besteht Rollenspiel-typisch aus Kämpfen gegen allerlei Monster, humanoiden Widersachern und verschiedensten anderen Wesen.
Ab Teil VI wurden vor allem die Antagonisten vielschichtiger und deren Beweggründe komplexer. So war ihre Vorgehensweise oft durch persönliches Leid oder die Taten Vorheriger begründet. Ein Beispiel ist Sephiroth aus dem siebten Teil der Hauptreihe. Sephiroth ist das Ergebnis eines Experiments des Mega-Konzerns Shinra, in dem Zellen der außerirdischen Lebensform Jenova verwendet wurden. Nachdem Sephiroth dies erfährt, entscheidet er, dass er besser als die Menschen sei und ein Gott werden wolle, um die Erde zu kontrollieren, da dies auch schon Jenovas Ziel war. Dies will er erreichen, indem er sich mit dem „Lebensstrom“ des Planeten verbindet. Dazu muss er mithilfe eines speziellen Zaubers einen Meteor aus dem Weltraum herbeirufen um den Planeten stark zu beschädigen, da dann der Lebensstrom – welcher den „verwundeten“ Planeten heilen soll – für ihn erreichbar wird.
Weiterhin gab es auch im Setting einen Wandel beim Übergang von den früheren Teilen der Nintendo-Ära (I–VI) zu den PlayStation-Teilen. So bereiste die Heldentruppe zuvor noch mittelalterliche Welten mit einem gewissen Grad an fortschreitender Industrialisierung, während ab Teil VII der Großteil der Welt schon hochtechnisiert war, ähnlich unserer heutigen Zeit oder auch um einiges weiter. Der anfängliche Mittelpunkt der elementaren Kristalle, die die Welt im Einklang halten und beschützt werden müssen, wich mit diesem Wandel viel komplexeren Handlungsabläufen, welche so keine übliche Struktur mehr aufwiesen. Lediglich der epische Kampf „Gut gegen Böse“ findet weiterhin klare Anwendung.

### Figuren und Namen
Wie ein roter Faden zieht sich durch alle Teile der Hauptreihe ab Final Fantasy II das Auftauchen des obligatorischen Cid, welcher in jedem Teil als jemand Anderes erscheint und unterschiedlichste Rollen spielt. Dabei handelt es sich nicht um eine bestimmte Person, ähnlich wie die bekannten Biggs und Wedge, deren Namen vermutlich von Star Wars inspiriert sind. Während die beiden Letztgenannten in der Regel nur Nebencharaktere sind, nimmt Cid teils eine sehr wichtige Rolle im jeweiligen Spiel ein. Im siebten Teil war er sogar einer der spielbaren Hauptcharaktere, der Mechaniker Cid Highwind. Im zwölften Teil nahm Cid zum ersten Mal die Rolle eines Antagonisten ein.

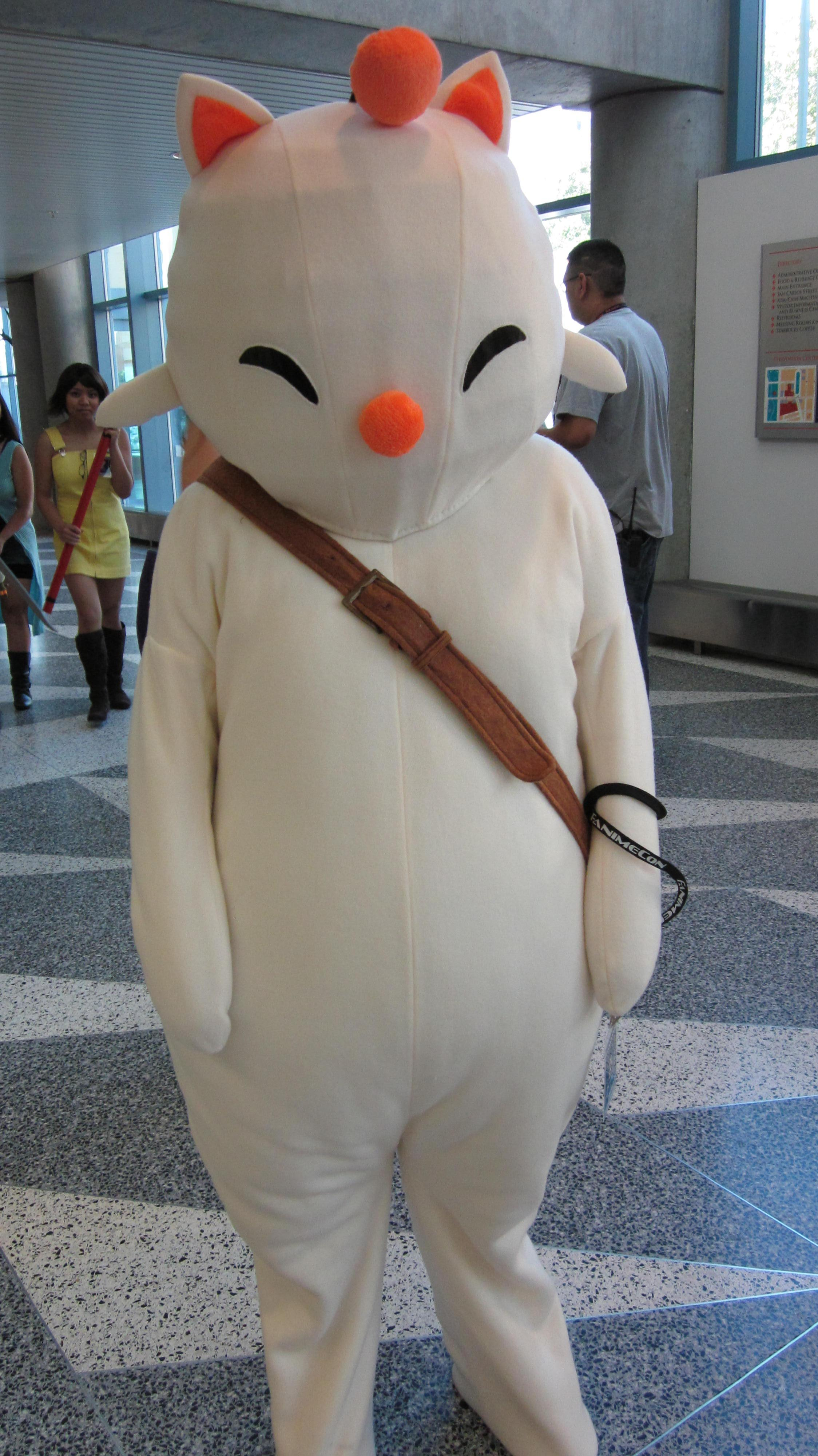
Ein Mogry-Cosplayer

Seit langem feste Begleiter der Serie sind die beliebten Chocobos und Mogrys. Chocobos sind niedliche, Straußen-ähnliche, meist gelbe Reitvögel, die den Spieler schneller an sein Ziel bringen und vor Feindkontakten schützen. Mogrys sind kleine weiße Wesen, welche gelegentlich zurückgezogen leben, da sie sehr menschenscheu sind. Oft haben sie für die Streiter jedoch einen guten Tipp parat oder unterstützen sie mit nützlichen Gegenständen.
Auffallend ist die Namensgebung vieler Hauptfiguren, welche an Naturereignisse erinnern. So bedeutet Terra (Teil VI) so viel wie „Erde“, Cloud (VII) heißt „Wolke“, Aeris bedeutet im Lateinischen „Luft“ oder „Wind“, Squall (VIII) ist der englische Begriff für „Windböe“, Tidus (X) bedeutet in einer alten Sprache der Insel Okinawa so viel wie „Sonne“ und Yuna bedeutet „Nacht“. Lightning (XIII) ist das englische Wort für „Blitz“ und Snow (XIII) das für „Schnee“, und Stella Nox ist eine Inversion des zusammengesetzten lateinischen Wortes für „Nachtstern“.
Die Namen der mächtigen Beschwörungswesen wie auch diejenigen vieler Waffen, Rüstungen, Städte und anderer Orte, Luftschiffe und weiterer Personen sowie Monster stammen aus verschiedenen Mythologien, Sagen und Erzählungen aus allen Teilen der Welt. Vornehmlich bedient man sich dabei der nordischen wie auch der fernöstlichen Sagenwelt. Waffen und Rüstungen wie Excalibur, Masamune, Genji-Rüstung oder Scimitar beruhen auf legendären Waffen oder Schmieden der Menschheitsgeschichte. Wesen wie Leviathan, Shiva oder Odin haben ihre Namen aus den verschiedensten Mythologien und Religionen der Erde erhalten. Auch normale, in vielen Teilen immer wiederkehrende Monster wie Adaman Taimai (benannt nach einem fiktiven Supermetall) und Behemoth haben ihren Ursprung in der Mythologie.

### Kampfsysteme
Die meisten Final-Fantasy-Spiele besitzen im Gegensatz zu klassischen westlichen Rollenspielen einen sehr linearen Handlungsablauf und lassen kaum Raum für individuelle Schwerpunktsetzungen. Wie bei Rollenspielen üblich, sind Kämpfe ein zentrales Element der Spiele. Das für Final Fantasy bekannte Kampfsystem ist das sogenannte Active-Time-Battle-System (kurz ATB). Hierbei füllt sich innerhalb einer gewissen Zeit ein Balken. Sobald sich dieser vollständig gefüllt hat, kann eine Aktion ausgeführt werden und der Balken füllt sich erneut.
Final Fantasy X ersetzt das „Active-Time-Battle“-System durch das „Conditional-Turn-based-Battle“-System (CTB). Während das ATB-Konzept Elemente in Echtzeit aufweist, ist das CTB-System rundenbasiert und pausiert den Kampf bei jedem Zug des Spielers. Dadurch hat der Spieler unbegrenzt Zeit eine Aktion auszuwählen. Das System orientiert sich am ebenfalls rundenbasierten Kampfsystem der Teile I – III.
Die Art, wie man in Final Fantasy XI, XII, XIV und XV gegen die Monster und Bosse kämpft, unterscheidet sich deutlich von der der Vorgängerspiele, vornehmlich darin, dass es keinen „abgetrennten“ Kampfschauplatz mehr gibt, in dem der Spieler gegen die Gegner antritt, und somit keine Zufallskämpfe mehr. Stattdessen sind die Gegner bereits auf der Landkarte sichtbar und die Kämpfe beginnen umgehend, sobald sich Spieler und Gegner nahe genug sind. Trotzdem ist eine Flucht und damit die Vermeidung eines Kampfes weiterhin möglich. Ein sich auffüllender Balken wird aber auch hier eingesetzt, damit die Kämpfe weiterhin eine strategische Komponente beinhalten. Jede Spielfigur führt ihre Aktion aus, sobald der Aktionsbalken aufgeladen ist.

## Titel der Serie
Final Fantasy

Der erste Teil der Serie wurde in Japan am 18. Dezember 1987 und in den USA am 12. Juni 1990 für das Nintendo Entertainment System veröffentlicht. In Europa und den USA erschien er mit leicht verändertem Inhalt als Teil der Final Fantasy Origins zusammen mit Final Fantasy II für die PlayStation. Eine Neuauflage zusammen mit Teil 2, ebenfalls mit inhaltlichen Änderungen, gibt es sowohl für den Wonderswan Color (nur in Japan) als auch für den Game Boy Advance. Für die PlayStation Portable veröffentlichte Square Enix im Rahmen der Final Fantasy Anniversary Edition Teil 1 und 2 getrennt. 2010 wurde eine Version für das iPhone veröffentlicht.
Final Fantasy II

In Japan am 17. Dezember 1988 für das Nintendo Entertainment System veröffentlicht. In Europa und den USA wurde es mit leicht verändertem Inhalt als Teil der Final Fantasy Origins zusammen mit „Final Fantasy“ für die PlayStation veröffentlicht. Eine Neuauflage zusammen mit Teil 1, ebenfalls mit inhaltlichen Änderungen erschien sowohl für den Wonderswan Color (nur in Japan) als auch für den Game Boy Advance sowie eigenständig für die PlayStation Portable, sowie für das iPhone.
Final Fantasy III

In Japan am 27. April 1990 für das Nintendo Entertainment System veröffentlicht. In den USA wurde „Final Fantasy VI“ unter diesem Namen veröffentlicht. Ein Remake für den Nintendo DS erschien am 24. August 2006 in Japan, am 2. November in den USA und am 4. Mai 2007 in Deutschland. Am 24. März 2011 erschien das Spiel für das iPhone und das iPad. 2012 folgten eine Android-Version und eine Umsetzung für die PlayStation Portable. Am 27. Mai 2014 wurde eine PC-Version veröffentlicht, die über Steam heruntergeladen werden kann.
Final Fantasy IV

In Japan am 19. August 1991 für das Super Nintendo Entertainment System veröffentlicht. In den USA in einer inhaltlich reduzierten und stark vereinfachten Form als „Easytype“-Version im November 1991 unter dem Namen Final Fantasy II erschienen. In Europa ist die Ur-Version als Remake als Teil der europäischen „Final Fantasy Anthology“ auf der PlayStation und außerdem am 16. Dezember 2005 in Japan und am 1. Juni 2006 in Europa für den Game Boy Advance erschienen. Am 20. Dezember 2007 erschien in Japan ein Remake für den Nintendo DS, das seit dem 5. September 2008 auch in Europa erhältlich ist. Das Spiel wurde komplett überarbeitet und bietet neben 3D-Spielegrafik und neu aufgenommenem Soundtrack auch Sprachausgabe. Im Frühjahr 2011 folgte eine Veröffentlichung von Final Fantasy IV zusammen mit dem direkten Nachfolger The After Years als Complete Collection für die PSP.
Im Dezember 2012 wurde ein Remake mit überarbeiteter Grafik für iPad und iPhone veröffentlicht.
Final Fantasy V

In Japan am 6. Dezember 1992 für das Super Nintendo Entertainment System veröffentlicht. Eine Version für die USA war unter dem Namen „Final Fantasy Extreme“ geplant, ist jedoch nie erschienen. Außerhalb Japans erschien es als Teil der FF Anthology für die PlayStation. In Japan erschien im Oktober 2006 ein Remake für den Game Boy Advance, welches auch in Europa und den USA veröffentlicht wurde.
Final Fantasy VI

In Japan am 2. April 1994 für das Super Nintendo Entertainment System veröffentlicht. In den USA im Oktober 1994 erschienen, später auch in Europa als Remaster auf der PlayStation. Eine Version für den Game Boy Advance erschien im November 2006 in Japan und verkaufte sich in der ersten Woche 137.810 Mal. Auch von diesem Spiel sind Remake-Veröffentlichungen in Europa und den USA erschienen.
Final Fantasy VII
Es ist der erste Teil der Serie, bei dem 3D-Computergrafiken zum Einsatz kamen. Final Fantasy VII ist mit über zehn Millionen verkauften Exemplaren weltweit der meistverkaufte Teil der Final-Fantasy-Reihe. Im Rahmen der Compilation of Final Fantasy VII wurden mehrere Spiele und Animationen auf Basis des Final-Fantasy-VII-Universums entwickelt.
Before Crisis: Final Fantasy VII spielt ca. 5 bis 6 Jahre vor der ursprünglichen Handlung. Dabei wird die Vorgeschichte aus der entgegengesetzten Perspektive erzählt, d. h. man spielt Charaktere der Turks, einer Spezialeinheit des Shinra-Konzerns, die gegen den Feind Avalanche kämpfen. Während des Spielverlaufs trifft man auch auf die Helden aus Final Fantasy VII.
Crisis Core: Final Fantasy VII ist ebenfalls ein Prequel zu Final Fantasy VII. Spielbarer Protagonist ist der Soldat Zack, auch Aerith und der Antagonist Sephiroth aus Final Fantasy VII treten im Spiel auf, mit Angeal wird ein gänzlich neuer Charakter vorgestellt. Auch bei diesem Titel wurde auf das traditionelle Kampfsystem zugunsten eines actionlastigeren Echtzeit-Kampfsystems verzichtet.
 Dirge of Cerberus: Final Fantasy VII ist ein weiterer Ableger von Final Fantasy VII. Dieses Actionspiel ist chronologisch drei Jahre nach dem Ende von Final Fantasy VII angesiedelt.
Final Fantasy VIII

Final Fantasy VIII erschien 1999 für die PlayStation. Sowohl bei der Grafik als auch beim Kampfsystem hat dieser Teil Änderungen erfahren, welche die komplexe Geschichte unterstützen.
Am 3. September 2019 erschien eine remasterte Version mit verbesserter Grafik und neuen Charactermodellen für Playstation 4, Xbox One, Nintendo Switch und den PC via Steam.
Final Fantasy IX
Der neunte Teil der Serie zieht eine deutliche Zäsur zu seinen beiden unmittelbaren Vorgängern und orientiert sich in Fragen des Designs, des Spielsystems und der Handlung deutlich stärker an den ersten Teilen der Serie, speziell dem Steampunk-Setting des sechsten Teils, anstatt erneut das im siebten und achten Teil verwendete Cyberpunk-Setting aufzugreifen. Daneben enthält Final Fantasy IX eine Vielzahl von Zitaten, Referenzen und Anspielungen aus früheren Serienteilen. Insbesondere die für die älteren Teile klassischen Kristalle spielen in der Handlung eine wichtige Rolle. Ein Remake von Final Fantasy IX erschien am 19. September 2017 für die PlayStation 4 und am 13. Februar 2019 für Xbox One und Nintendo Switch.
Final Fantasy X

Das Spiel verwendet als erster Teil der Serie eine Sprachausgabe. Seitens der Spielwelt beschreitet es einen völlig eigenen Weg und bietet ein ozeanisch-karibisches Setting an, bei dem das Thema Wasser oft aufgegriffen wird. Weder mittelalterliche Burgen noch übermäßig futuristische Elemente sind zu finden.
Mit Final Fantasy X-2 erschien eine direkte Fortsetzung, welche die Schicksale der Hauptcharaktere ergänzt. Auffällig ist die direkte Veränderung in eine vermeintlich glückliche stabile Gesellschaft, die im Laufe des Spiels stark erschüttert wird. Auch inhaltlich unterscheidet es sich ein wenig von seinem Vorgänger; die Welt wirkt insgesamt viel fröhlicher und der Soundtrack, der eher in Richtung Pop geht, stammt von einem anderen Komponisten als der des Vorgängers. Anders als im Vorgänger Final Fantasy X wird als Kampfsystem das bewährte „Active-Time-Battle“-System (ATB) verwendet.
Im Jahr 2014 erschien ein HD-Remake beider Teile mit verbesserter Grafik und neu arrangierter Musik auf der Playstation 3 und Playstation Vita. Dieser Version erschien 2016 via Steam für den PC und wurde im April 2019 auch auf Xbox One und Nintendo Switch veröffentlicht.
Final Fantasy XI

Mit diesem Teil ist erstmals in der Serie ein Online-Spiel für viele Spieler (MMORPG – Massively Multiplayer Online Role-Playing Game) erschienen.
Final Fantasy XII

Dieser Teil bietet wie Final Fantasy XI ein Echtzeit-Kampfsystem. Der zwölfte Teil bietet eine vergleichsweise politische Handlung im Gegensatz zu den sonstigen Teilen der Serie. Er spielt in Ivalice, einer Spielwelt, die in der Tactics-Subreihe immer wieder aufgegriffen wird. Mit Final Fantasy XII: Revenant Wings erschien ein Nachfolger, welcher sich auf die Abenteuer der Protagonisten Vaan und Penelo ein Jahr nach den Ereignissen des Hauptteils konzentriert.
Final Fantasy XIII

Final Fantasy XIII wurde als Teil der Fabula Nova Crystallis angekündigt. Bei den anderen beiden angekündigten Spielen handelt es sich um Final Fantasy Versus XIII (welches mittlerweile in Final Fantasy XV umbenannt wurde) sowie um Final Fantasy Type-0.
Im Dezember 2011 wurde mit Final Fantasy XIII-2 eine direkte Fortsetzung veröffentlicht.
Eine weitere Episode der Saga wurde mit Lightning Returns: Final Fantasy XIII im Februar 2014 veröffentlicht.
Final Fantasy XIV
Final Fantasy XIV wurde auf der E3 2009 vorgestellt. Wie bereits Final Fantasy XI ist Final Fantasy XIV ein MMORPG. Square Enix plante einen weltweiten Release im Jahr 2010. Man kündigte Final Fantasy XIV für die PlayStation 3 und den PC an, auch eine Xbox-360-Version war nicht ausgeschlossen, wie die Entwickler in einem Interview auf der E3 2009 verrieten. Producer des Spiels war Hiromichi Tanaka, der bereits bei der Entwicklung von Final Fantasy XI eine leitende Position einnahm. Für die musikalische Untermalung sorgte Nobuo Uematsu. Die Ähnlichkeit vieler Wesen in Eorzea, so der Name der Welt in Final Fantasy XIV, mit Rassen aus Final Fantasy XI ist laut Hiromichi Tanaka beabsichtigt. Dies sollte den Umstieg vieler Onlinespieler von Final Fantasy XI auf Final Fantasy XIV erleichtern. Final Fantasy XIV basierte auf der Crystal-Tools-Grafikengine, die auch von Final Fantasy XIII benutzt wird. Auf der deutschen Gamescom 2009 wurde Final Fantasy XIV erstmals als spielbare Version vorgestellt. Es erschien schließlich am 30. September 2010 für PC. Bereits am 22. September 2010 erschien eine Collector's Edition. Die PlayStation-3-Version wurde ursprünglich für März 2011 angekündigt. Im Dezember 2010 gab Yōichi Wada, Präsident und CEO bei Square Enix, allerdings bekannt, dass der Releasetermin auf unbestimmte Zeit verschoben wird.
Nach dem eher mäßigen Erfolg des MMORPGs wurden die Server am 11. November 2012 abgeschaltet und das Spiel somit offline genommen. Jedoch wollte Square Enix den Titel ungern aufgeben, weshalb sie eine Neufassung mit vielen Überarbeitungen unter einem neuen Team entwickelten.
Am 27. August 2013 wurde der überarbeitete Titel unter dem Namen Final Fantasy XIV: A Realm Reborn schließlich veröffentlicht. Square Enix veränderte für den Relaunch die Spieldynamik und behob zahlreiche Fehler. Ein so fehlerhaftes Spiel könne den Firmennamen zerstören, hieß es laut Naoki Yoshida, Direktor von A Realm Reborn. Bis einschließlich der ersten Erweiterung Heavensward (2015) lief das Spiel plattformübergreifend auf PC, PS3 und PS4, mit der Veröffentlichung der Erweiterung Stormblood (2017) wurde jedoch der PS3-Support eingestellt. Eine Version für Xbox soll jedoch nicht erscheinen, da Microsoft plattformübergreifende Spiele nicht unterstützt und Square Enix keine eigenen Server nur für die Xbox erstellen möchte.
Im Februar 2015 wurde bekanntgegeben, dass sich inzwischen über 4 Millionen Nutzer ein Spielerkonto für Final Fantasy XIV: A Realm Reborn angelegt haben. Diese Zahl beinhaltet nicht Spielerkonten, die für einen Test-Client angelegt wurden, wohl aber inaktive Spielerkonten.
Das erste Add-On erschien im Juni 2015 unter dem Namen Heavensward, im Juni 2017 folgte Stormblood, im Juli 2019 Shadowbringers, im Dezember 2021 Endwalker und im Juli 2024 Dawntrail.
Final Fantasy XV
Final Fantasy XV wurde auf der E3 2013 vorgestellt und erscheint für PS4 und Xbox One. Auf der Gamescom 2015 wurde bekannt gegeben, dass Final Fantasy XV 2016 erscheinen soll. Am 30. März 2016 wurde auf dem „Uncovered:-Final-Fantasy-XV“-Event der 30. September 2016 als Erscheinungsdatum angekündigt. Schließlich wurde das Spiel dann jedoch erst am 29. November 2016 veröffentlicht. Neben dem Spiel wurde eine fünfteilige Anime-Serie mit dem Titel Brotherhood Final Fantasy XV vorgestellt. Alle fünf Folgen wurden inzwischen auf verschiedenen Portalen online veröffentlicht. Eine zusätzliche sechste Folge ist ausschließlich in der Ultimate Collector’s Edition des Spiels enthalten. Außerdem wurde der Film  Kingsglaive: Final Fantasy XV vorgestellt. Dieser spielt zeitlich gesehen parallel zum Spiel und ist komplett CGI-animiert. Kingsglaive wurde 2016 veröffentlicht. Im November 2019 erschien darüber hinaus eine Portierung des Spiels für Google Stadia.
Final Fantasy XVI
Final Fantasy XVI wurde im Rahmen eines PlayStation Showcase-Livestreams am 16. September 2020 erstmals offiziell vorgestellt. Während ein erster Trailer eine Veröffentlichung des Spiels für PC und PlayStation 5 ankündigte, wurde dieser kurze Zeit später entfernt und durch eine Version ersetzt, die die PS5 als vorerst einzige Plattform bestätigt. Final Fantasy XVI erschien am 22. Juni 2023 für die PS5.
| Titel                                 | Jahr | NES                         | PC                          | SNES                        | PS1                         | PS2                         | WSC                         | GBA                         | PSP                         | DS                          | Xbox 360                    | PS3                         | Wii                         | iOS                         | Android                     | WP                          | PS Vita                     | PS4                         | Xbox One                    | Switch                      | PS5                         |
| ------------------------------------- | ---- | --------------------------- | --------------------------- | --------------------------- | --------------------------- | --------------------------- | --------------------------- | --------------------------- | --------------------------- | --------------------------- | --------------------------- | --------------------------- | --------------------------- | --------------------------- | --------------------------- | --------------------------- | --------------------------- | --------------------------- | --------------------------- | --------------------------- | --------------------------- |
| Final Fantasy                         | 1987 | Grünes Häkchensymbol für ja | Grünes Häkchensymbol für ja | –                           | Grünes Häkchensymbol für ja | Grünes Häkchensymbol für ja | Grünes Häkchensymbol für ja | Grünes Häkchensymbol für ja | Grünes Häkchensymbol für ja | –                           | –                           | Grünes Häkchensymbol für ja | Grünes Häkchensymbol für ja | Grünes Häkchensymbol für ja | Grünes Häkchensymbol für ja | Grünes Häkchensymbol für ja | Grünes Häkchensymbol für ja | –                           | –                           | –                           | –                           |
| Final Fantasy II                      | 1988 | Grünes Häkchensymbol für ja | Grünes Häkchensymbol für ja | –                           | Grünes Häkchensymbol für ja | Grünes Häkchensymbol für ja | Grünes Häkchensymbol für ja | Grünes Häkchensymbol für ja | Grünes Häkchensymbol für ja | –                           | –                           | Grünes Häkchensymbol für ja | Grünes Häkchensymbol für ja | Grünes Häkchensymbol für ja | Grünes Häkchensymbol für ja | –                           | Grünes Häkchensymbol für ja | –                           | –                           | –                           | –                           |
| Final Fantasy III                     | 1990 | Grünes Häkchensymbol für ja | Grünes Häkchensymbol für ja | –                           | –                           | –                           | –                           | –                           | Grünes Häkchensymbol für ja | Grünes Häkchensymbol für ja | –                           | –                           | Grünes Häkchensymbol für ja | Grünes Häkchensymbol für ja | Grünes Häkchensymbol für ja | Grünes Häkchensymbol für ja | Grünes Häkchensymbol für ja | –                           | –                           | –                           | –                           |
| Final Fantasy IV                      | 1991 | –                           | Grünes Häkchensymbol für ja | Grünes Häkchensymbol für ja | Grünes Häkchensymbol für ja | Grünes Häkchensymbol für ja | Grünes Häkchensymbol für ja | Grünes Häkchensymbol für ja | Grünes Häkchensymbol für ja | Grünes Häkchensymbol für ja | –                           | Grünes Häkchensymbol für ja | Grünes Häkchensymbol für ja | Grünes Häkchensymbol für ja | Grünes Häkchensymbol für ja | –                           | Grünes Häkchensymbol für ja | –                           | –                           | –                           | –                           |
| Final Fantasy V                       | 1992 | –                           | Grünes Häkchensymbol für ja | Grünes Häkchensymbol für ja | Grünes Häkchensymbol für ja | Grünes Häkchensymbol für ja | –                           | Grünes Häkchensymbol für ja | Grünes Häkchensymbol für ja | –                           | –                           | Grünes Häkchensymbol für ja | Grünes Häkchensymbol für ja | Grünes Häkchensymbol für ja | Grünes Häkchensymbol für ja | –                           | Grünes Häkchensymbol für ja | –                           | –                           | –                           | –                           |
| Final Fantasy VI                      | 1994 | –                           | Grünes Häkchensymbol für ja | Grünes Häkchensymbol für ja | Grünes Häkchensymbol für ja | Grünes Häkchensymbol für ja | –                           | Grünes Häkchensymbol für ja | Grünes Häkchensymbol für ja | –                           | –                           | Grünes Häkchensymbol für ja | Grünes Häkchensymbol für ja | Grünes Häkchensymbol für ja | Grünes Häkchensymbol für ja | –                           | Grünes Häkchensymbol für ja | –                           | –                           | –                           | –                           |
| Final Fantasy VII                     | 1997 | –                           | Grünes Häkchensymbol für ja | –                           | Grünes Häkchensymbol für ja | Grünes Häkchensymbol für ja | –                           | –                           | Grünes Häkchensymbol für ja | –                           | –                           | Grünes Häkchensymbol für ja | –                           | Grünes Häkchensymbol für ja | Grünes Häkchensymbol für ja | –                           | Grünes Häkchensymbol für ja | Grünes Häkchensymbol für ja | Grünes Häkchensymbol für ja | Grünes Häkchensymbol für ja | –                           |
| Final Fantasy VIII                    | 1999 | –                           | Grünes Häkchensymbol für ja | –                           | Grünes Häkchensymbol für ja | Grünes Häkchensymbol für ja | –                           | –                           | Grünes Häkchensymbol für ja | –                           | –                           | Grünes Häkchensymbol für ja | –                           | –                           | –                           | –                           | Grünes Häkchensymbol für ja | Grünes Häkchensymbol für ja | Grünes Häkchensymbol für ja | Grünes Häkchensymbol für ja | –                           |
| Final Fantasy IX                      | 2000 | –                           | Grünes Häkchensymbol für ja | –                           | Grünes Häkchensymbol für ja | Grünes Häkchensymbol für ja | –                           | –                           | Grünes Häkchensymbol für ja | –                           | –                           | Grünes Häkchensymbol für ja | –                           | Grünes Häkchensymbol für ja | Grünes Häkchensymbol für ja | –                           | Grünes Häkchensymbol für ja | Grünes Häkchensymbol für ja | Grünes Häkchensymbol für ja | Grünes Häkchensymbol für ja | –                           |
| Final Fantasy X                       | 2001 | –                           | Grünes Häkchensymbol für ja | –                           | –                           | Grünes Häkchensymbol für ja | –                           | –                           | –                           | –                           | –                           | Grünes Häkchensymbol für ja | –                           | –                           | –                           | –                           | Grünes Häkchensymbol für ja | Grünes Häkchensymbol für ja | Grünes Häkchensymbol für ja | Grünes Häkchensymbol für ja | –                           |
| Final Fantasy X-2                     | 2003 | –                           | Grünes Häkchensymbol für ja | –                           | –                           | Grünes Häkchensymbol für ja | –                           | –                           | –                           | –                           | –                           | Grünes Häkchensymbol für ja | –                           | –                           | –                           | –                           | Grünes Häkchensymbol für ja | Grünes Häkchensymbol für ja | Grünes Häkchensymbol für ja | Grünes Häkchensymbol für ja | –                           |
| Final Fantasy XI                      | 2002 | –                           | Grünes Häkchensymbol für ja | –                           | –                           | ()                          | –                           | –                           | –                           | –                           | ()                          | –                           | –                           | –                           | –                           | –                           | –                           | –                           | –                           | –                           | –                           |
| Final Fantasy XII                     | 2006 | –                           | Grünes Häkchensymbol für ja | –                           | –                           | Grünes Häkchensymbol für ja | –                           | –                           | –                           | –                           | –                           | –                           | –                           | –                           | –                           | –                           | –                           | Grünes Häkchensymbol für ja | Grünes Häkchensymbol für ja | Grünes Häkchensymbol für ja | –                           |
| Final Fantasy XIII                    | 2009 | –                           | Grünes Häkchensymbol für ja | –                           | –                           | –                           | –                           | –                           | –                           | –                           | Grünes Häkchensymbol für ja | Grünes Häkchensymbol für ja | –                           | –                           | –                           | –                           | –                           | –                           | Grünes Häkchensymbol für ja | –                           | –                           |
| Final Fantasy XIII-2                  | 2012 | –                           | Grünes Häkchensymbol für ja | –                           | –                           | –                           | –                           | –                           | –                           | –                           | Grünes Häkchensymbol für ja | Grünes Häkchensymbol für ja | –                           | –                           | –                           | –                           | –                           | –                           | Grünes Häkchensymbol für ja | –                           | –                           |
| Lightning Returns: Final Fantasy XIII | 2013 | –                           | Grünes Häkchensymbol für ja | –                           | –                           | –                           | –                           | –                           | –                           | –                           | Grünes Häkchensymbol für ja | Grünes Häkchensymbol für ja | –                           | –                           | –                           | –                           | –                           | –                           | Grünes Häkchensymbol für ja | –                           | –                           |
| Final Fantasy XIV                     | 2013 | –                           | Grünes Häkchensymbol für ja | –                           | –                           | –                           | –                           | –                           | –                           | –                           | –                           | ()                          | –                           | –                           | –                           | –                           | –                           | Grünes Häkchensymbol für ja | –                           | –                           | Grünes Häkchensymbol für ja |
| Final Fantasy XV                      | 2016 | –                           | Grünes Häkchensymbol für ja | –                           | –                           | –                           | –                           | –                           | –                           | –                           | –                           | –                           | –                           | –                           | –                           | –                           | –                           | Grünes Häkchensymbol für ja | Grünes Häkchensymbol für ja | –                           | –                           |
| Final Fantasy XVI                     | 2023 | –                           | Grünes Häkchensymbol für ja | –                           | –                           | –                           | –                           | –                           | –                           | –                           | –                           | –                           | –                           | –                           | –                           | –                           | –                           | –                           | –                           | –                           | Grünes Häkchensymbol für ja |

## Ableger
Seiken Densetsu
Nach der Veröffentlichung einer Nebengeschichte der Final-Fantasy-Reihe unter dem Namen Seiken Densetsu: Final Fantasy Gaiden (in Europa Mystic Quest) im Jahr 1991 entstand eine ganze Serie von Videospielen, deren zweiter Teil Secret of Mana 2006 von Famitsu-Lesern in einer Umfrage auf Platz 97 der 100 besten Videospiele gewählt wurde. Bei der Serie handelt es sich meistens um Action-Rollenspiele, jedoch ist mit Heroes of Mana auch ein Echtzeit-Strategiespiel vertreten.
Final Fantasy Mystic Quest
Der Titel, in Europa aus Marketinggründen Mystic Quest Legend genannt, erschien Ende 1992 in den Vereinigten Staaten. Es handelte sich hierbei um ein klassisches Rollenspiel, das den westlichen Markt an das Genre heranführen sollte.
Final Fantasy Tactics
Unter dem Oberbegriff Final Fantasy Tactics versteht man Ableger aus dem Final-Fantasy-Universum, die nicht dem klassischen Rollenspielvorbild folgen, sondern als Strategie-Rollenspiel konzipiert worden sind. Handlungsorte und Charaktere sind teilweise aus anderen Teilen entlehnt, teilweise neu entworfen, der Spielhintergrund ist normalerweise mehr fantasy-orientiert, auch wenn auf Schnittstellen mit modernen Welten hingewiesen wird. Stärkstes Erkennungsmerkmal ist die typische isometrische Ansicht, die wie viele andere Spielelemente aus Tactics Ogre übernommen wurden, und die Betonung der Handlung (oftmals in Spielegrafik weitererzählt) neben den taktischen Kämpfen mit Rollenspielcharakter.
Final Fantasy Crystal Chronicles
ist eine speziell auf Mehrspieler ausgerichtete Ableger-Serie von Action-Adventure-Rollenspielen, welche inzwischen ein eigenes Franchise bildet. Vom grafischen Stil orientieren sich die Teile eher an älteren Vertretern der Hauptserie. Außerdem spielen wie in frühen Final-Fantasy-Teilen die Kristalle wieder eine größere Rolle.
Dissidia Final Fantasy
Dissidia: Final Fantasy ist ein Beat'em Up (laut Square Enix ein „Progressive Action Game“), welches anlässlich des 20. Geburtstags der Final-Fantasy-Reihe veröffentlicht wurde. Im Spiel treten die Bösewichte gegen die Helden der ersten zehn Spiele an, insgesamt gibt es also 20 spielbare Charaktere. Des Weiteren sind zwei Bonuscharaktere aus Final Fantasy XI (Shantotto) und Final Fantasy XII (Gabranth) freischaltbar. Ebenfalls ist Noctis aus Final Fantasy XV ein spielbarer Charakter. Für jeden Protagonisten gibt es eine eigene Story-Kampagne.
Final Fantasy Fables
In den Spielen der Fables-Reihe spielt man einen Chocobo in der Hauptrolle, welcher in der Hauptreihe als Straußen-ähnliches Gefährt dient. Während die Ableger für den Nintendo DS Minispiel-Sammlungen sind, ist der Wii-Ableger ein Dungeon-RPG.
Final Fantasy: The 4 Heroes of Light
Final Fantasy: The 4 Heroes of Light wurde Juli 2009 enthüllt und ist ein RPG für den Nintendo DS. Square Enix hat mit The 4 Heroes of Light ein klassisches Rollenspiel mit typischem menü-basierenden Kampfsystem und bekannten Jobs aus der Final-Fantasy-Serie entwickelt. Seit dem 29. Oktober 2009 ist Final Fantasy: The 4 Heroes of Light in Japan erhältlich, in Europa erschien der Titel am 8. Oktober 2010.
Theatrhythm Final Fantasy
Theatrhythm Final Fantasy ist ein Musikspiel, das im Februar 2012 in Japan und Anfang Juli desselben Jahres in Europa für den Nintendo 3DS erschien. Der Spieler tippt im Takt zu zahlreichen Melodien aus der Final-Fantasy-Reihe auf den Touchscreen, während er im Hintergrund bekannte Szenen erlebt.
Theatrhythm Final Fantasy: Curtain Call
Der Nachfolger zu Theatrhythm Final Fantasy. Das Spiel enthält dreimal so viele Soundtracks und doppelt so viele spielbare Charaktere wie sein Vorgänger.
Final Fantasy Explorers
Final Fantasy Explorers ist ein Action-Adventure-RPG für den Nintendo 3DS. Spieler können im Einzelspieler- oder im Mehrspielermodus Dungeons bezwingen, um Kristalle zu sammeln, die auf der ganzen Spielwelt verteilt sind. Der Spieler kann aus mehr als 20 Klassen wählen und diese nach Belieben anpassen. Unter anderem ist es möglich, sich kurzzeitig in bekannte Charaktere aus vorherigen Final-Fantasy-Teilen zu verwandeln, sowie gegen Gegner aus den vorherigen Final-Fantasy-Teilen anzutreten. Das Spiel wurde am 18. Dezember 2014 in Japan veröffentlicht, der Release in Europa war am 29. Januar 2016.
World of Final Fantasy
Dieser auf der E3 2015 angekündigte Teil der Serie ist durch einen besonderen Grafikstil gekennzeichnet und enthält Charaktere und Gegner aus mehreren bekannten Final-Fantasy-Spielen. Das Spiel wurde in Europa am 28. Oktober 2016 für PlayStation 4 und PlayStation Vita veröffentlicht.
Mobius Final Fantasy
Mobius Final Fantasy stellt ein RPG-Abenteuer dar, das speziell für mobile Endgeräte entwickelt wurde. Der Spieler schlüpft hierbei in die Rolle von Wol (Blank), einem Mann, der versucht das Geheimnis hinter der Legende des Kriegers des Lichts herauszufinden. Das Spiel erschien am 4. Juni 2015 in Japan und ist seit dem 3. August 2016 weltweit für iOS und Android auf dem Markt erhältlich.

Final Fantasy Exvius
Final Fantasy Exvius ist ein Free-to-Play-Spiel für mobile Endgeräte. Der Spieler hat die Möglichkeit, ein Team aus bis zu fünf Protagonisten/Antagonisten aus dem Final-Fantasy-Universum zusammenzustellen, um mit diesen zahlreiche Aufgaben zu erledigen. Der Spieler hat eine Questline abzuschließen und wird mit mehreren Events im Monat zum Weiterspielen angespornt. Das Spiel ist am 22. Oktober 2015 weltweit für jegliche Mobilgeräte auf dem Markt erschienen.

## Vermarktung
Aus Gründen der Vermarktung wurden Spiele mit dem Namen Final Fantasy versehen, ohne bedeutende Gemeinsamkeiten mit den Haupttiteln der Serie zu haben. So wurde unter anderen Mystic Quest Legend in Japan als Final Fantasy USA – Mystic Quest bzw. den USA als Final Fantasy Mystic Quest veröffentlicht. In den USA wurde außerdem Mystic Quest (Seiken Densetsu in Japan) als Final Fantasy Adventure veröffentlicht. Ebenso handelt es sich bei Final Fantasy Legend um eine Reihe, die wenige Gemeinsamkeiten mit der Final-Fantasy-Reihe besitzt.
Des Weiteren existieren einige Spiele, welche Charaktere aus den verschiedenen Final-Fantasy-Teilen verwenden. Dazu gehören unter anderem Ehrgeiz: God Bless the Ring mit Charakteren aus Final Fantasy VII, sowie das in Zusammenarbeit mit Disney entwickelte Kingdom Hearts, welches typische (und teils bekannte) Final-Fantasy-Figuren enthält.
Zum 25. Jubiläum der Spielserie hat der Hersteller die Final Fantasy Ultimate Box veröffentlicht, in der alle jemals erschienenen Titel der Hauptserie enthalten sind. Dazu kommen die gesammelten Soundtracks auf zwei Audio-CDs.

## Animationsfilme
Als erste Verfilmung der Spielereihe erschien 1994 der lose auf dem fünften Teil basierende Anime Final Fantasy. Als weitere Ableger der Spieleserie entstanden die vollständig computeranimierten Kinofilme Final Fantasy: Die Mächte in dir (2001), Final Fantasy VII: Advent Children (2005) und Kingsglaive: Final Fantasy XV (2016).
Neben den Spielfilmen erschienen außerdem die Zeichentrickfilme Final Fantasy Unlimited und Final Fantasy: Legend of the Crystals sowie als weiterer Teil des Final-Fantasy-VII-Universums der Anime Last Order – Final Fantasy VII, welcher den Zeitraum von fünf Jahren bis kurz vor der Handlung von Final Fantasy VII behandelt. 2016 erschien außerdem der Anime Brotherhood: Final Fantasy XV.

## TV-Serie
Mit Final Fantasy XIV: Vater des Lichts erschien 2017 eine Live-Action-Serie nach einer wahren Begebenheit auf Netflix. In der ersten Staffel mit sieben Folgen à 25 min. wird die Verbindung zwischen dem Vater und seinem Sohn im Online-Rollenspiel Final Fantasy XIV wiederbelebt.

## Musik
Neben den eigentlichen Soundtrack-Alben, die Musikstücke der Spiele enthalten, gibt es diverse Alben, die arrangierte Fassungen bestimmter Soundtracks enthalten, meistens in vollorchestrierter Form. Ebenso gibt es auch Compilations zu bestimmten Themen, so zum Beispiel zwei Alben, die speziell für den Zweck der Entspannung zusammengestellt wurden.
Darüber hinaus gab es mehrere Orchesterkonzerte, bei denen ausschließlich Musik aus ausgewählten Final-Fantasy-Soundtracks gespielt wurde. Im Mai 2004 wurde beispielsweise eine Aufführung mit dem Los Angeles Philharmonic in Anwesenheit von Nobuo Uematsu, dem Komponisten der meisten Titel der Serie, präsentiert. Andere Konzerte dieser Art fanden zuvor in Japan und erstmals 2003 außerhalb des Landes im Rahmen der Game-Concerts-Reihe im Gewandhaus Leipzig statt.

## Romane
- Final-Fantasy-VII-Roman von Kazushige Nojima
  - Der Blick nach vorn
- Final-Fantasy-XI-Romane von Miyabi Hasegawa
  - Band 01: Das Lied des Sturms
  - Band 02: Der Sternenschwur
  - Band 03: Der Bund der Ewigkeit
  - Band 04: Das Schwert des Wächters 1
  - Band 05: Das Schwert des Wächters 2
  - Band 06: Das Schwert des Wächters 3
  - Band 07: Die Flügel der Ferne
  - Band 08: Der Stolz der Paladine 1
  - Band 09: Der Stolz der Paladine 2
  - Band 10: Der Stolz der Paladine 3
- Final-Fantasy-XIII-Romane von Jun Eishima
  - Final Fantasy XIII Episode Null – Versprechen (Prolog)
  - Final Fantasy XIII Episode I (Epilog)